# Acacia ascendens
Acacia ascendens é uma espécie de leguminosa do gênero Acacia, pertencente à família Fabaceae.